# Бегиашвили, Вахтанг Сосланович
Бегиашвили Вахтанг Сосланович  (груз. ვახტანგ სოსლანის ძე ბეგიაშვილი; 27 августа 1965, Тбилиси) — государственный и политический деятель Грузии. Член Совета управляющих АО «Государственной электросистемы Грузии», Член наблюдательного совета Государственной компаний «Энерготранс»,  Первый заместитель Генерального Директора, Коммерческий директор Государственной компании — теплоэлектростанция комбинированного цикла «Гардабанской ТЭС-2». Член Технического консультативного совета Региональной ассоциации Юго-Восточной Европы (SEERC) Международного совета по электрическим системам (CIGRE).  Доктор экономических наук. Академик НАН. Депутат парламента Грузии I созыва

## Биография
Родился 27 августа 1965 года в городе Тбилиси.
В 1989 году с отличием окончил факультет экономики торговли Тбилисского государственного университета по специальности экономист.
В 1998 году с отличием окончил юридический факультет Института Международных Отношений по специальности юрист.
С 1989 года работал руководителем службы республиканского строительного штаба студентов.
С 1990 по 1991 год работал начальником управления промышленного объединения «АвтоВазГрузпром».
В 1991 году директор торгового центра «Тбилторг».
В 1992 году государственный советник Государственного Совета Грузии.
В 1993 году главный государственный советник Совета национальной безопасности и обороны при администрации главы государства Грузии.
В 1993 году руководитель Службы анализа и контроля поручений и решений главы государства Грузии.
С 1992 по 1995 год депутат Парламента Грузии (избирательный округ № 2).
С 1994 по 1996 год главный государственный советник главы государства Грузии.
С 1996 по 2000 год представитель холдинговой компании «Албатрос» в Италии.
С 2000 по 2001 год председатель наблюдательного совета, президент Государственной компаний «Грузнефтепродукт».
С 2000 по 2001 год директор «Оптового Рынка Электроэнергии Грузии».
В 2001 году генеральный директор АО «Объединенная дистрибьюторская энергокомпания Грузии».
С 2002 по 2004 год генеральный директор АО «Государственной электросистемы Грузии».
В 2004 году генеральный директор ООО «Макроэнерджи».
С 2004 по 2008 год генеральный директор «Глобал-ТВ».
С 2008 по 2018 год президент холдинговой компании «Макроэнерджи».
С 2018 года Член Совета управляющих АО «Государственной электросистемы Грузии», Член наблюдательного совета Государственной компаний «Энерготранс».
С 2019 года Член Совета директоров, Директор по комерции и учёту электроэнергии АО «Государственной электросистемы Грузии».
С 2022 года Первый заместитель Генерального Директора, Коммерческий директор Государственной компании — теплоэлектростанция комбинированного цикла «Гардабанской ТЭС-2».

## Общественные проекты
Учредитель общественных организаций:
- «Общественная палата Грузии» (2009 г.).
- международный благотворительный фонд «Комаги — Швейцария» (Защитник) (2012 г.).
- «Ассоциация парламентариев Грузии» (2014 г.).